# Megaigreja
Uma megaigreja é uma igreja com um número incomum de membros que também oferece uma variedade de atividades educacionais e sociais, geralmente protestantes ou evangélicas. O Hartford Institute for Religion Research define uma megaigreja como qualquer igreja cristã protestante com 2.000 ou mais pessoas em média em uma típica semana de culto.

## História

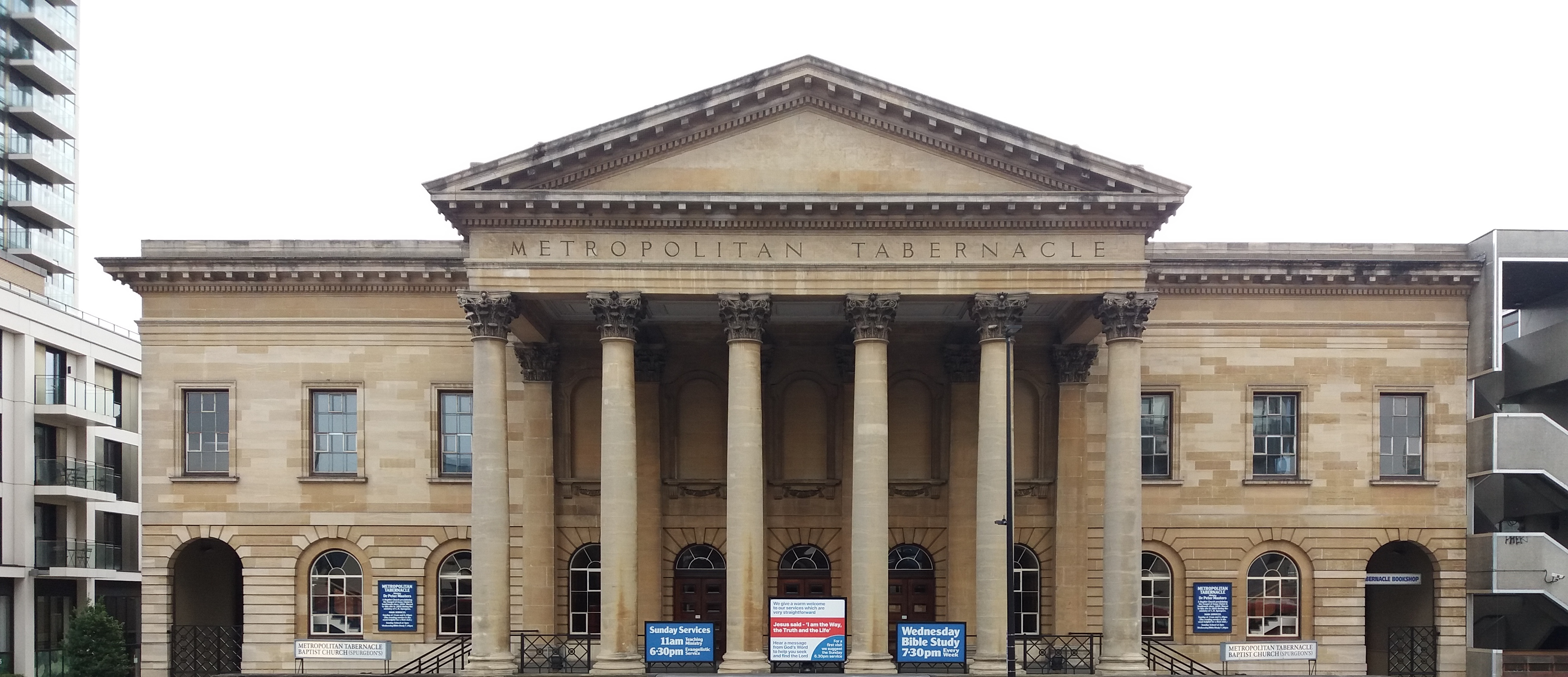
O Tabernáculo Metropolitano em Londres, no Reino Unido

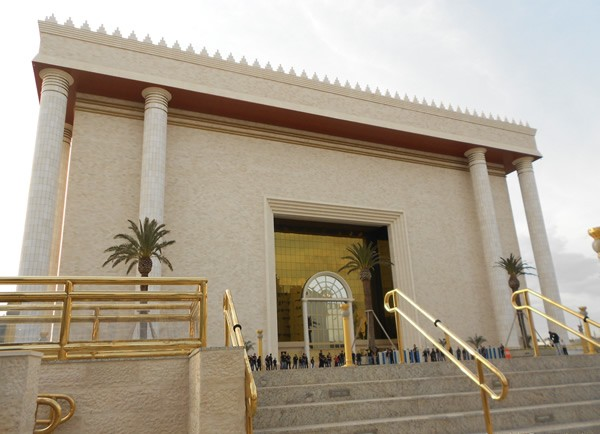
Templo de Salomão, construído pela Igreja Universal do Reino de Deus, em São Paulo, Brasil, com capacidade para dez mil pessoas em sua nave principal ou santuário.

Embora tenham havido grandes igrejas ao longo da História (por exemplo, o Tabernáculo Metropolitano de Charles Spurgeon em Londres que atraía em média 5.000 pessoas semanalmente), a difusão do movimento de megaigrejas, com um grande número de congregantes que retornam frequentemente, começou na década de 1950.

## Características
São igrejas cristãs, correntes protestantes, geralmente evangélicas, com uma assistência semanal de mais de 2.000 pessoas.   Eles geralmente oferecem serviços adicionais, como bibliotecas, creches, academias ou lanchonetes. Se algumas igrejas católicas excedem 2000 pessoas no domingo, elas não são geralmente consideradas 'megaigrejas' por causa da natureza protestante da definição.
A maioria dessas igrejas constrói seu prédio nos subúrbios das grandes cidades, perto das principais estradas e rodovias, a fim de ser visível para o maior número possível de pessoas e facilmente acessível de carro.  Alguns instalam ali uma grande cruz com vistas à evangelização e à edificação dos crentes. 
Um estudo do Hartford Institute for Religion Research publicado em 2020 descobriu que 70% das megaigrejas americanas tinham uma rede multisite e uma média de 7,6 serviços por fim de semana. 
Em algumas dessas megaigrejas, mais de 10.000 pessoas se reúnem todos os domingos. Estes são chamados Gigachurch. Em 2015, havia cerca de 100 gigigrejas nos Estados Unidos. 

## Estatísticas
Conta exponencial de 270 megaéglises evangélicas no mundo (fora do Canadá e Estados-Unidos). O Instituto Hartford conta com mais de 1.800 megaigrejas nos Estados Unidos  e 35 no Canadá.

## Envolvimento social

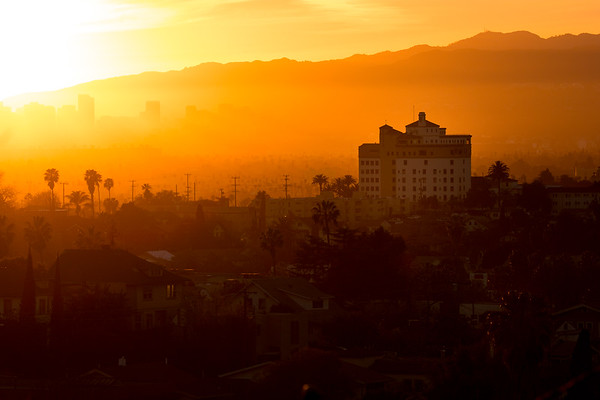
Sede do Dream Center em Los Angeles.

As megaigrejas e a organização não-governamental que apoiam têm um lugar importante no trabalho de ajuda humanitária local e internacional. 

## Críticas

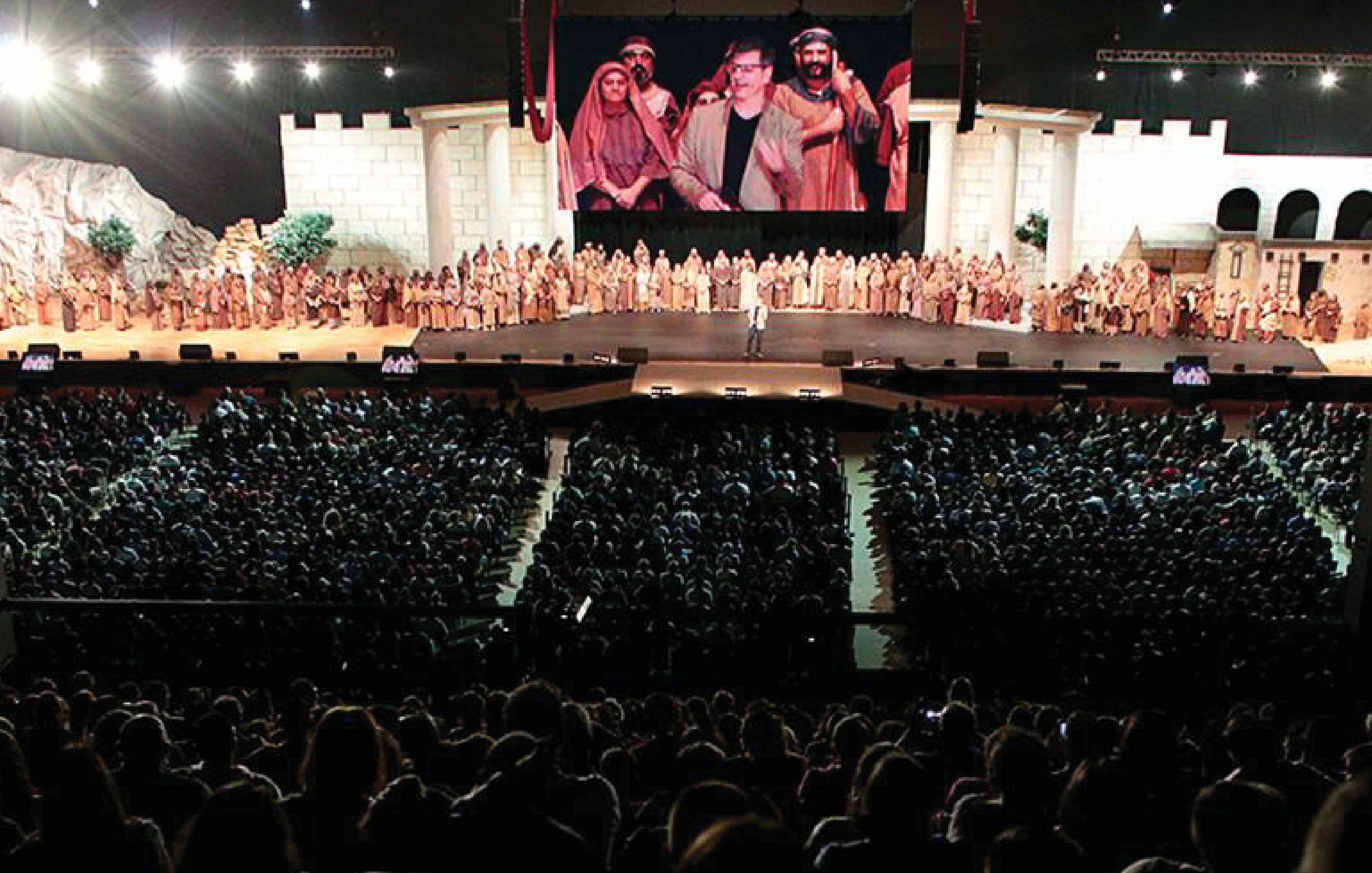
Peça de teatro sobre a vida de Jesus na Igreja da Cidade, afiliada com a Convenção Batista Brasileira, São José dos Campos, Brasil, em 2017

Em 2005, o pastor batista americano Al Sharpton criticou as megaigrejas por se concentrarem na "moral do quarto", em declarações contra o casamento entre pessoas do mesmo sexo e aborto, por ignorar questões de justiça social, como a imoralidade da guerra e a erosão da ação afirmativa.
Em 2018, o professor batista americano Scot McKnight, do Seminário do Norte, criticou as megaigrejas evangélicas pela fraca relação de responsabilidade externa de seus líderes, por não serem membros da denominação cristã, expondo-os ainda mais ao abuso de poder.  No entanto, um estudo do Hartford Institute for Religion Research publicado em 2020 descobriu que 60% das megaigrejas americanas eram membros de uma denominação cristã.
Algumas megaigrejas e seus pastores foram acusados pelos críticos de promover uma "teologia da prosperidade", onde os pobres e os mais vulneráveis são encorajados a doar seu dinheiro para a igreja ao invés de economizá-lo, na esperança de que Deus os abençoe com riquezas. Isso, por sua vez, aumenta a riqueza dos pastores, com alguns revelando que usam roupas de grife durante os sermões e possuem veículos de luxo.